# Fort Scott
Fort Scott és una població dels Estats Units a l'estat de Kansas. Segons el cens del 2006 tenia 7.976 habitants.

## Demografia
Segons el cens del 2000, Fort Scott tenia 8.297 habitants, 3.481 habitatges, i 2.081 famílies. La densitat de població era de 590 habitants/km².
Dels 3.481 habitatges en un 28,1% hi vivien nens de menys de 18 anys, en un 44,6% hi vivien parelles casades, en un 0% dones solteres, i en un 40,2% no eren unitats familiars. En el 35,2% dels habitatges hi vivien persones soles el 18,7% de les quals corresponia a persones de 65 anys o més que vivien soles. El nombre mitjà de persones vivint en cada habitatge era de 2,3 i el nombre mitjà de persones que vivien en cada família era de 2,97.
Per edats la població es repartia de la següent manera: un 24,9% tenia menys de 18 anys, un 11,3% entre 18 i 24, un 23,7% entre 25 i 44, un 19% de 45 a 60 i un 21,2% 65 anys o més.
L'edat mediana era de 37 anys. Per cada 100 dones de 18 o més anys hi havia 80,2 homes.
La renda mediana per habitatge era de 26.871$ i la renda mediana per família de 34.531$. Els homes tenien una renda mediana de 25.919$ mentre que les dones 20.583$. La renda per capita de la població era de 14.997$. Entorn del 10,9% de les famílies i el 16,3% de la població estaven per davall del llindar de pobresa.

## Poblacions més properes
El següent diagrama mostra les poblacions més properes.